# Chromozom Y

Schéma jedné chromatidy lidského chromozomu Y

Chromozom Y je pohlavní chromozom přítomný u mnoha skupin živočichů, včetně člověka (druhým je chromozom X). Na základě chromozomů X a Y je založený jeden z nejčastějších systémů určení pohlaví: buňky s kombinací chromozomů XX představují samice, XY jsou samci. Chromozom X byl pojmenován podle svých unikátních vlastností, načež byl druhý objevený chromozom Y pojmenován jakožto jeho protipól.

## Lidský chromozom Y
Lidský chromozom Y je svými rozměry nejmenší ze všech lidských chromozomů. Je velice odlišný od chromozomu X, který naopak patří k větším chromozomům, a crossing-over mezi těmito pohlavními chromozomy probíhá při meióze jen v krátkém úseku na malém raménku chromozomu Y. Zbytek (95%) chromozomu Y nikdy nerekombinuje a je tedy přítomný výhradně u mužů. Díky tomu je možné sekvenování chromozomu Y využít pro účely sledování otcovské linie předků v genetické genealogii.
Obsahuje velké množství heterochromatinu, tedy DNA, jež se téměř nepřepisuje v RNA. Ve srovnání se svým homologickým chromozomem X obsahuje Y stokrát méně genů, z nichž je významný např. gen SRY, který spouští přeměnu vyvíjejícího se embrya v jedince mužského pohlaví. Mimo něj je známo asi 30 dalších genů, kódujících protein či rodinu proteinů. Polovina z těchto 30 genů se exprimuje především ve varlatech, druhá polovina v celém těle.

## Související genetické choroby
- XYY syndrom (supermuž) – muži s druhým přebývajícím Y chromozomem; obvykle nepůsobí fatální potíže
- XXYY syndrom – projevuje se podobně jako XXY, tedy Klinefelterův syndrom